# Alberto Tallone Editore
La Alberto Tallone Editore è una casa editrice italiana.

## Caratteristiche delle edizioni Tallone
Le edizioni dalla Alberto Tallone Editore presentano alcune caratteristiche: I testi sono composti interamente a mano con caratteri di piombo fusi dalle matrici originali ; tra di essi, il Caslon della Fonderia Caslon di Londra e il Garamond della Deberny & Peignot. Oltre ad essi, vi è anche il carattere Tallone, disegnato da Alberto Tallone nel 1949 e usato in esclusiva dalla casa editrice .
I testi in tiratura limitata (in genere, circa 300 copie) sono stampati con carte di puro cotone e su carte della Cina e del Giappone (ad esempio, la carta Magnani di Pescia, la Amatruda di Amalfi, la Van Gelden Zonen olandese, la Rives e la Lana francesi, la Kozu giapponese).
Giorgio Montecchi inserisce la Tallone Editore nel solco della tradizione tipografica di coloro che nei secoli hanno “rinnovato l'immagine del libro adattandola ai gusti, agli occhi e alla mente dei loro contemporanei”, sono tre gli elementi su cui soffermarsi: i formati, l'impaginazione e i caratteri.
Tallone, a fianco dei classici da Garamond a Fournier fino a Bodoni e Didot. John Dreyfus, storico e critico della tipografia, invece, presentandolo nel 1952 al pubblico londinese, più attento ai particolari tecnici,
Dall'anno della sua fondazione, la Alberto Tallone Editore ha pubblicato circa 300 titoli, di cui in anteprima mondiale opere dei seguenti autori: Paul Valéry, Pablo Neruda, Miguel Ángel Asturias, Francesco Messina, Guido Ceronetti, Elémire Zolla, Eugenio Montale, Alda Merini.

## La marca editoriale
La marca della Casa Editrice Tallone riporta lo stemma dei Conti di Sagonne, con attorno la scritta “Les presses de l'Hôtel de Sagonne”. L'Hôtel de Sagonne (rue de Tournelles 28, Parigi), sede della Casa Editrice dal 1938 al 1958, fu progettato dall'architetto del Re Sole, Jules Hardouin Mansart, Conte di Sagonne, che lo adibì ad uso personale.
Tuttavia i frontespizi dei libri editi dalla Alberto Tallone Editore raramente includono l'effigie del marchio.

## La sede parigina

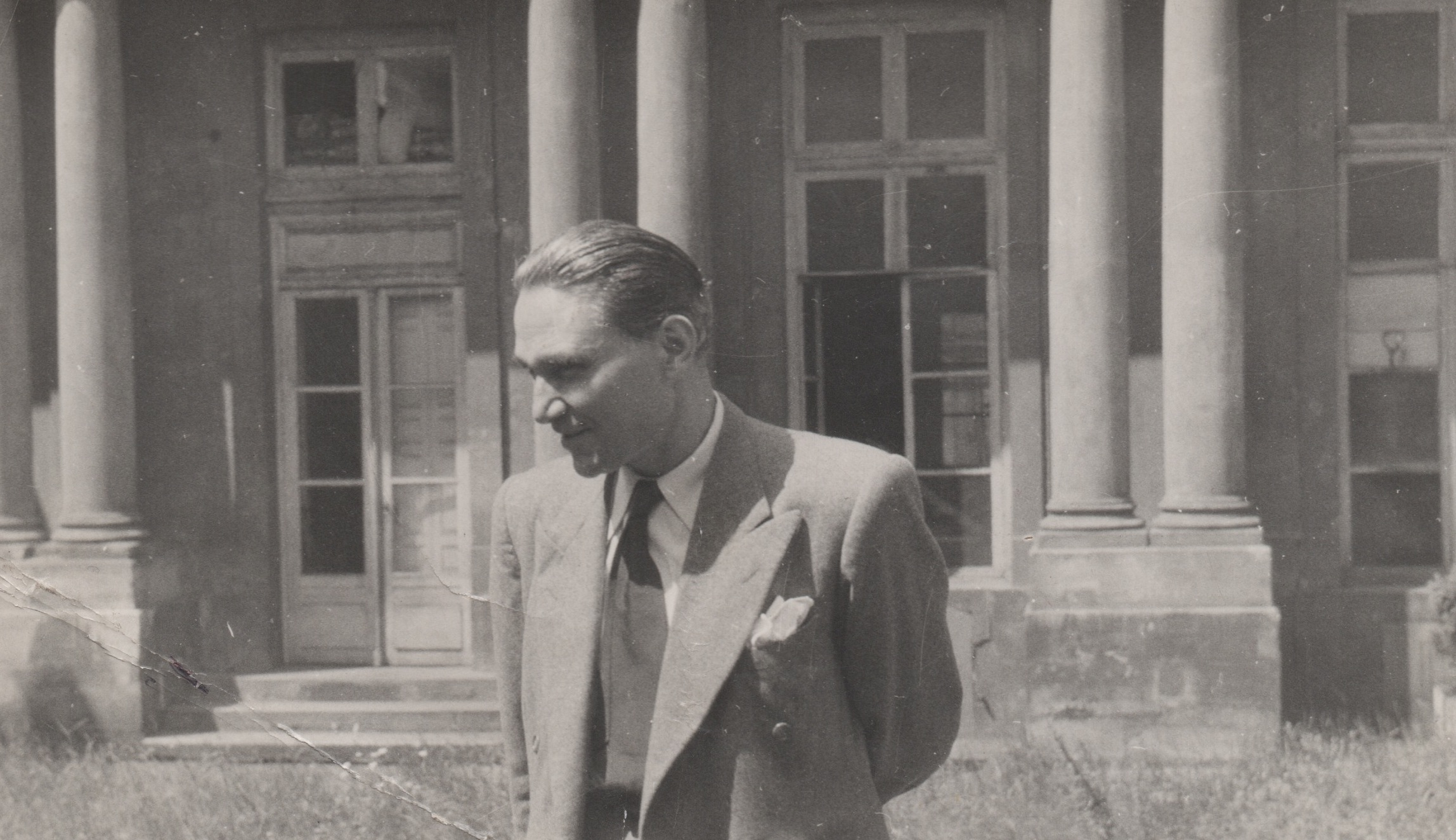
Anni Cinquanta. Alberto Tallone davanti all'Hôtel de Sagonne

Alberto Tallone fondò la casa editrice omonima nel 1938 a Parigi.
Dall'anno della sua fondazione e fino al 1958, anno del rientro in Italia, la sede della Alberto Tallone Editore fu il piano terreno dell'Hôtel de Sagonne in rue de Tournelles 28, a Parigi.
Il 15 ottobre 1960 venne inaugurata, alla presenza di Luigi Einaudi, la nuova sede della tipografia ad Alpignano, costruita dall'architetto torinese Amedeo Albertini .

## Gli inediti di Pablo Neruda

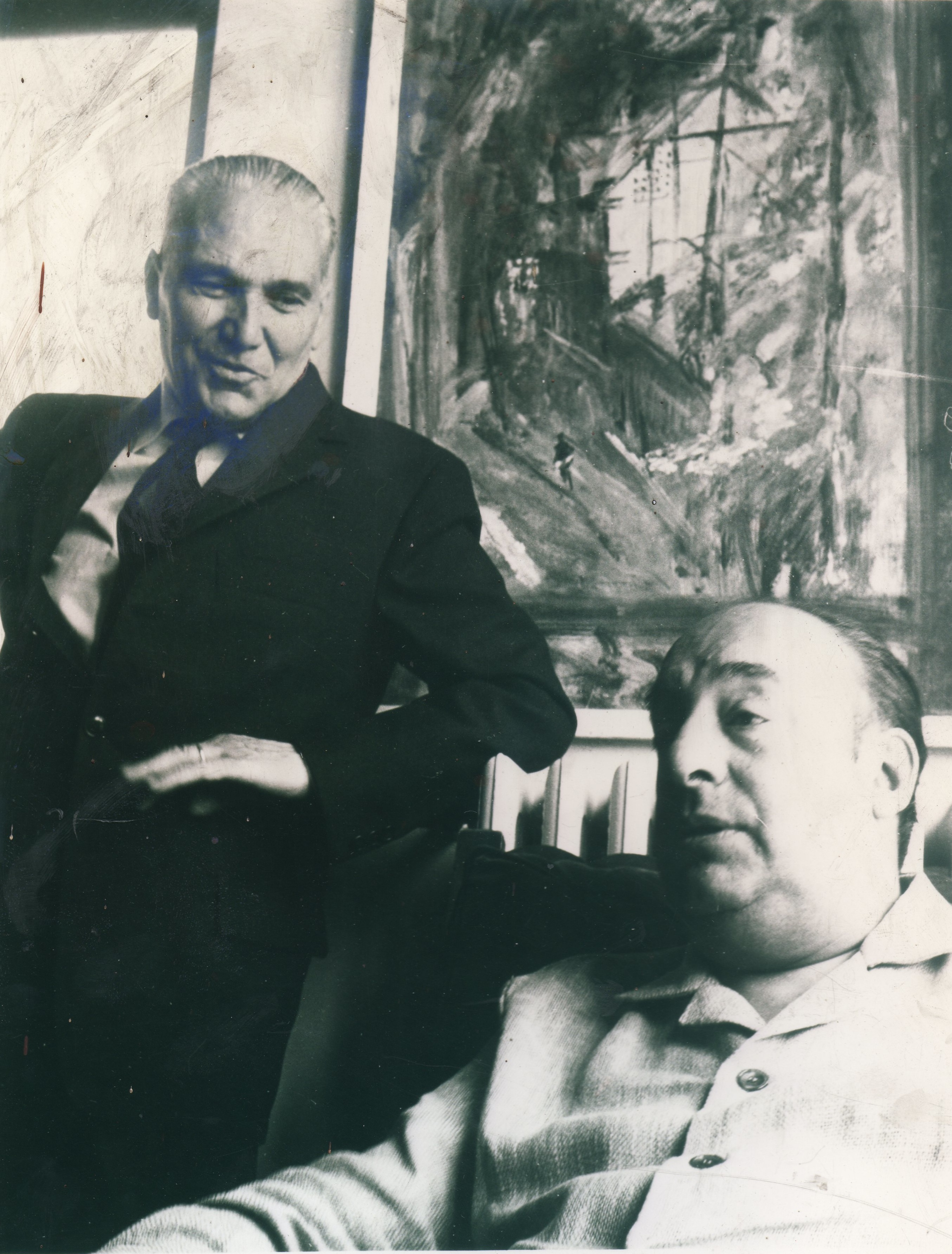
Pablo Neruda con Alberto Tallone, Alpignano, 1964

Pablo Neruda affidò all'editore la pubblicazione di alcuni suoi inediti. Nel 1963 Alberto Tallone pubblicò una raccolta di 20 poemi intitolata Sumario – Libro donde nace la lluvia e, nello stesso anno, la versione italiana Sommario – Libro dove nasce la pioggia (a cura di Giuseppe Bellini).
Anche dopo la scomparsa di Alberto Tallone, Neruda continuò a collaborare con la casa editrice di Alpignano. Per commemorare l'amico editore, scrisse il poema Adiós a Tallone, includendolo nella sua raccolta Copa de sangre, che la vedova Bianca Tallone pubblicò nel 1969. Seguì nel 1972 il Discurso de Stockholm che Neruda pronunciò quando ricevette il Nobel. E inoltre, alla morte del poeta cileno, avvenuta nel 1973, la vedova Matilde Urrutia inviò a Bianca Tallone una raccolta di poemi inediti del marito, intitolata 2000. L'editore non riuscì a pubblicare allora quest'opera, facendola uscire soltanto nel 2004 .

## L'atelier e l'archivio tipografico
La casa editrice, fondata a Parigi nel 1938, ha la caratteristica di possedere l'atelier tipografico più antico d'Europa tutt'oggi in funzione. Questo atelier tipografico si trovava a Digione sin dagli anni '20 e venne trasferito a Parigi e infine, nel 1960, ad Alpignano dove Alberto Tallone possedeva una proprietà di famiglia e volle trasferirsi per far crescere i figli in un'atmosfera italiana. L'atelier è rimasto immutato dal '700, arricchendosi via via di materiali, tra cui importanti raccolte di caratteri mobili. All'interno del laboratorio i libri vengono composti a mano, seguendo la tecnica di stampa inventata da Johannes Gutenberg, con gli stessi caratteri di cassa originali del tempo: fusi dalle matrici in piombo e incisi dagli autori che li hanno disegnati. Tali caratteri sono in grado di riportare su carta caratteristiche originali che sono andate perdute con il tempo e con la riproduzione digitale. 
Si tratta di un lavoro familiare e tale rimane da undici generazioni, nel 2023 lavorano all'interno dell'atelier sei persone. All'interno dell'atelier è presente una macchina tipografica Phoenix 5 con la quale è stato stampato nel 1922 Ulysses di James Joyce in prima edizione, quando l'atelier ancora si trovava a Digione prima di venire trasferito a Parigi. La Phoenix 5 è una delle macchine che vengono utilizzate dalla casa editrice per stampare le proprie edizioni di manoscritti, un altro macchinario utilizzato all'interno dell'atelier è il torchio manuale. Un altro macchinario presente all'interno dell'atelier è la Original Heidelberg Cylinder, anche questo utilizzato per la stampa di libri. All'interno del laboratorio è presente una zona dedicata alla pratica della legatoria: qui i libri stampati e composti vengono rilegati e cuciti su carte a mano della tradizione italiana, carte di puro cotone soprattutto toscane, siciliane e della Cartiere Milano Fabriano. Per il taglio viene utilizzata una taglierina massicot, trasferita ad Alpignano dalla sede di Parigi in occasione dell'inaugurazione dell'atelier italiano. L'inventore di questa taglierina, monsieur Massicot, disegnò questa particolare tipologia di taglierina ispirandosi alla forma obliqua della lama della ghigliottina ed è per questo motivo che la taglierina massicot taglia la carta in modo netto e pulito.

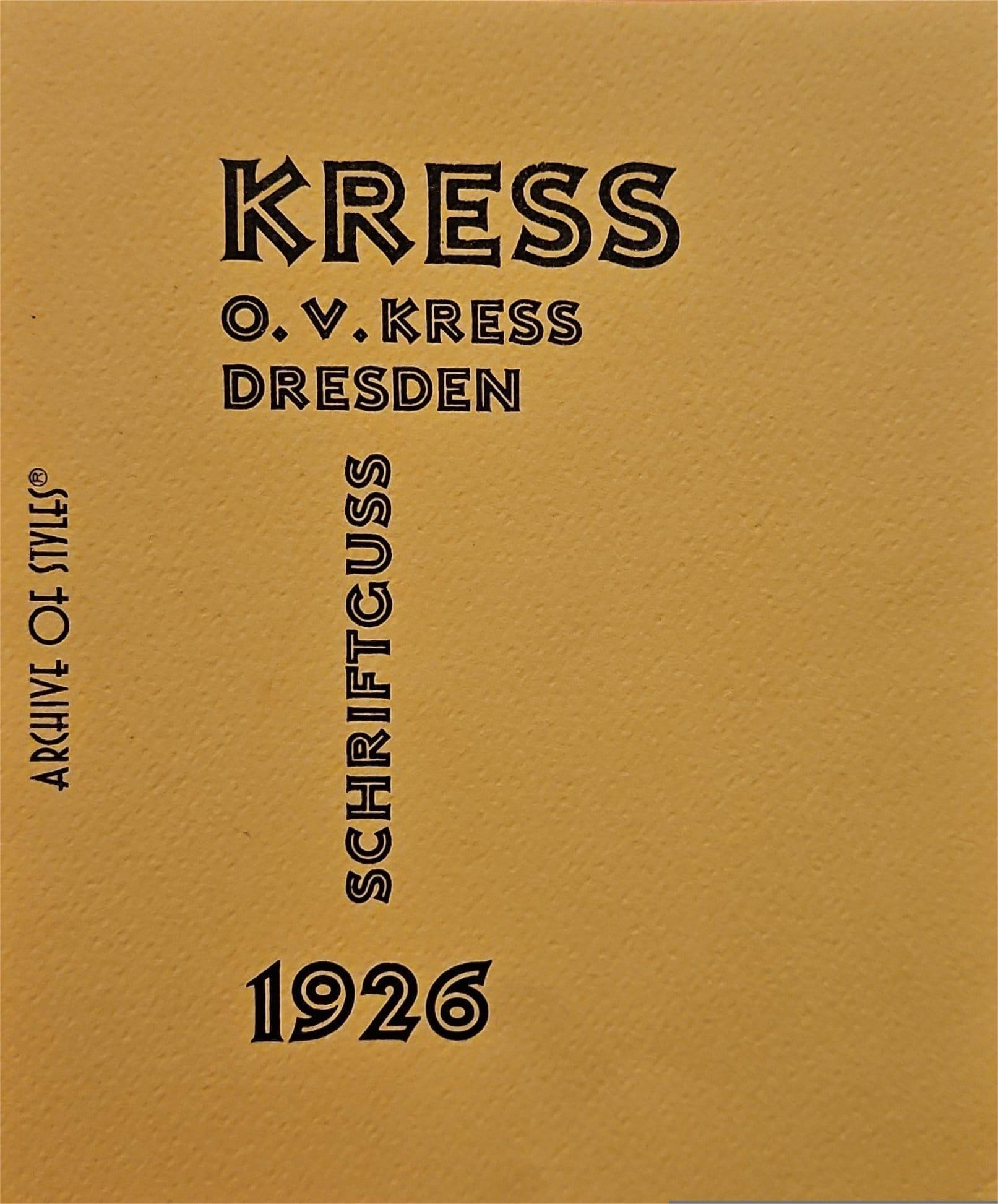
Un carattere della collezione Archive of Styles

Annesso all'atelier si trova l'archivio tipografico, uno spazio museale dedicato alla storia dei caratteri che hanno fatto la storia dell'advertisement e del design del '900. Al suo interno sono custodite raccolte di caratteri tipografici e xilografici, ovvero caratteri incisi su legno, utilizzati nel '900 prevalentemente per la stampa di manifesti. La collezione di caratteri mobili appartenente alla casa editrice Alberto Tallone è stata digitalizzata e resa disponibile per la visualizzazione sul sito Archive of Styles.

## La storia degli ultimi decenni
Alla morte di Alberto Tallone nel 1968 , la vedova Bianca diresse la casa editrice. Quando scomparve, Tallone aveva in preparazione una mostra all'Istituto Italiano di Cultura di Parigi sull'edizione in due tomi de La physiologie du goût di Brillat-Savarin, da poco pubblicata, e aveva previsto di consegnare il libro personalmente al Presidente de Gaulle, a cui era stato presentato dal presidente Saragat. Fu pertanto la vedova Bianca a presiedere all'inaugurazione della mostra nel maggio del 1968 e, il 19 ottobre, a incontrare de Gaulle all'Eliseo. La mostra si chiuse il 1º novembre.
Nel corso degli anni '70, Bianca Tallone, con l'aiuto di due anziani operai e dei figli Aldo ed Enrico, pubblicò testi di poesia e letteratura; il suo impegno le valse l'onorificenza di Commendatore (consegnatale il 13 maggio 1971 dal Presidente Saragat).
Il 4 maggio 1981, presso il Palazzo Lascaris, fu inaugurata la mostra “Trent'anni di tipografia pura”, promossa dal Consiglio regionale del Piemonte, con un discorso introduttivo di Luigi Firpo. 

Nel 1984, mostra talloniana alla San Francisco State University. 

Nel 1988,  l'editore Tallone fu premiato a Lipsia con un riconoscimento onorario nell'ambito del concorso per il libro graficamente più bello del mondo , cui partecipò con l'edizione delle Poesie di Foscolo pubblicate nel 1987. Inoltre, il Circolo della Stampa di Torino, che assegnava ogni anno l'omonimo Premio a tre Piemontesi illustri, premiò l'opera ventennale di Bianca Tallone «che ha il merito di portare avanti con coraggio, intelligenza e determinazione […] il piemontesissimo marchio Tallone imposto con bravura tecnica e intuizione artistica dal marito Alberto».

L'anno successivo, l'editore Vanni Scheiwiller pubblicò la biografia I Tallone di Maurizio Pallante, dedicata alla famiglia Tallone e alle vocazioni artistiche dei suoi componenti: Cesare e Guido, pittori; Eleonora Tango, poetessa; Enea, architetto; Alberto, editore; Giuditta, disegnatrice; Ermanno, antiquario; Cesare Augusto, costruttore di pianoforti.
Durante gli anni '90, la casa editrice acquisì nuovi caratteri, tra i quali quelli musicali del canto gregoriano. 

Il 16 marzo 1991 morì improvvisamente Aldo Tallone.

Nel 1993 ci furono esposizioni a Tokyo e Kyoto. E, l'anno seguente, al Grolier Club di New York.
Nel 1999, Enrico Tallone fu insignito del titolo di Ufficiale dell'Ordine al Merito della Repubblica Italiana.

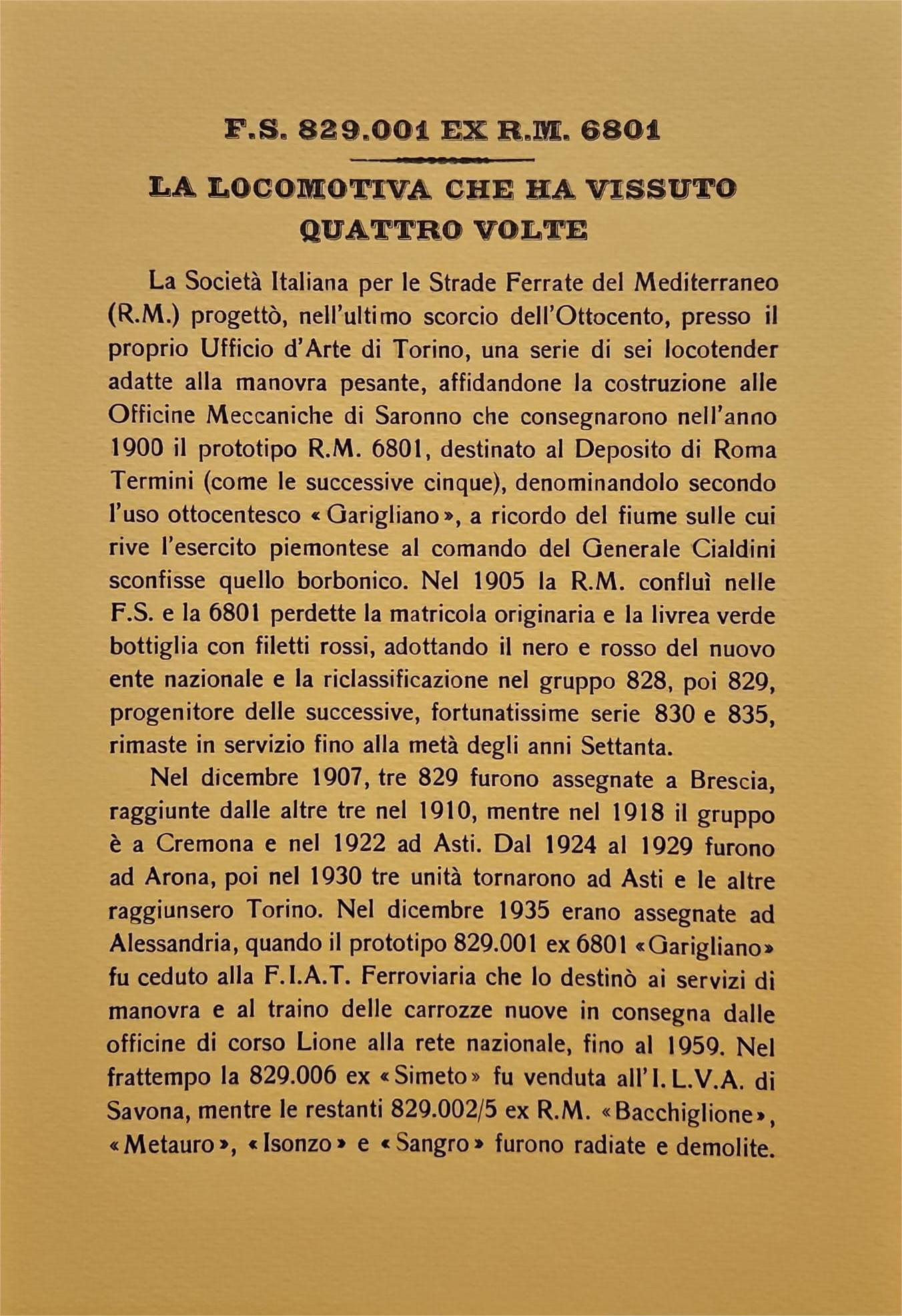

### Nell'ultimo decennio
Acquisizione di nuovi caratteri razionalisti europei. 

2001: su iniziativa dell'Editore Tallone e della Fondazione Marco Fodella, mostra alla Biblioteca Ambrosiana di Milano per celebrare il V centenario dalla nascita del corsivo, creato da Aldo Manuzio e inciso da Francesco Griffo.

2004: presso la Villa Amoretti di Torino, esposizione inaugurata dall'ambasciatore Josè Goñi di tutte le opere nerudiane stampate da Tallone. 

2005: mostre alla Biblioteca Palatina di Parma, alla Braidense di Milano e alla Reale di Torino. 

2006: mostra alla Biblioteca nazionale di Torino dal titolo “Tipografia e filologia. Settant'anni di un Editore”, realizzata nell'anno di Torino Capitale Mondiale del Libro con Roma. 

2007: mostra antologica delle edizioni Tallone alla Biblioteca Provinciale Bernardini di Lecce. 

2008: presso l'Ateneo Veneto di Venezia celebrazione del V centenario di Andrea Palladio, ispiratore del carattere Tallone, con la presentazione del Manuale Tipografico di Alberto Tallone dedicato all'impaginazione, ai caratteri e ai formati. 

2009: mostra alla Biblioteca Palatina e Museo Bodoniano di Parma intitolata “Il progetto tipografico del libro: Bodoni e i Tallone” con l'esposizione di alcuni documenti dei due stampatori (studi, progetti tipografici, prove di stampa con annotazioni manoscritte) e di opere affiancate che entrambi hanno pubblicato.